# Золушка (телемюзикл, 1965)
«Золушка» (англ. Cinderella) — телефильм, снятый в 1965 году. Данная версия является ремейком фильма «Золушка» 1957-го года с тем же музыкальным и песенным сопровождением.

### Сюжет
Однажды, принц сказочного королевства проезжая мимо дома Золушки решил отдохнуть. Золушка подала принцу половник воды. Принц уехал, а Золушка вернулась к обычным делам. Мачеха и сёстры накинулись на девушку с претензиями. Но Золушка спокойно сносит все невзгоды и мечтает о другой жизни. Во дворце принц решает устроить бал, чтобы найти жену, а король и королева его в этом поддерживают. Первый глашатай разносит весть о бале на всё королевство. Мачеха и сёстры ликуют по этому поводу, но не берут Золушку с собой. К девушке является крёстная фея и превращает тыкву и мышей в карету и лошадей, а лохмотья Золушки-в великолепное платье и дарит ей хрустальные туфли. Предупреждает о том, что в полночь волшебство исчезнет и пропадает.
На балу принц протанцевал с кучей девушек, но не нашёл ту самую. Золушка является на бал и принц сразу приглашает её потанцевать. Сёстры Золушки понимают, что принц им не светит, и начинают обсуждать незнакомку. Принц и Золушка понимают, что влюблены и не хотят прощаться, но часы пробивают полночь, и Золушке приходится бежать. На лестнице она обронила туфельку, а стоило ей сбежать к карете, она снова стала простушкой в лохмотьях. Дома, Мачеха и Золушка обсуждают бал, а Золушка так рада, что там была, что почти раскрыла всю правду, но сказала, что это лишь её мечты. Принц решает отыскать незнакомку по туфельке.
Мачеха приказывает Золушке закрыться на чердаке и не выходить оттуда, пока принц не уйдёт. Туфелька не подходит не одной из сестёр Золушки. Золушка было хочет пойти к Принцу, но останавливается.
Фея помогает Золушке поверить в себя. Золушка всё-таки примеряет туфельку, а благодаря фее у неё появилась вторая. Золушка прощает сестёр и Мачеху, а принц женится на Золушке.